# Bruno Grimmek
Bruno Grimmek, né le 16 janvier 1902 à Berlin où il  meurt le 3 décembre 1969, est un architecte allemand.

## Biographie

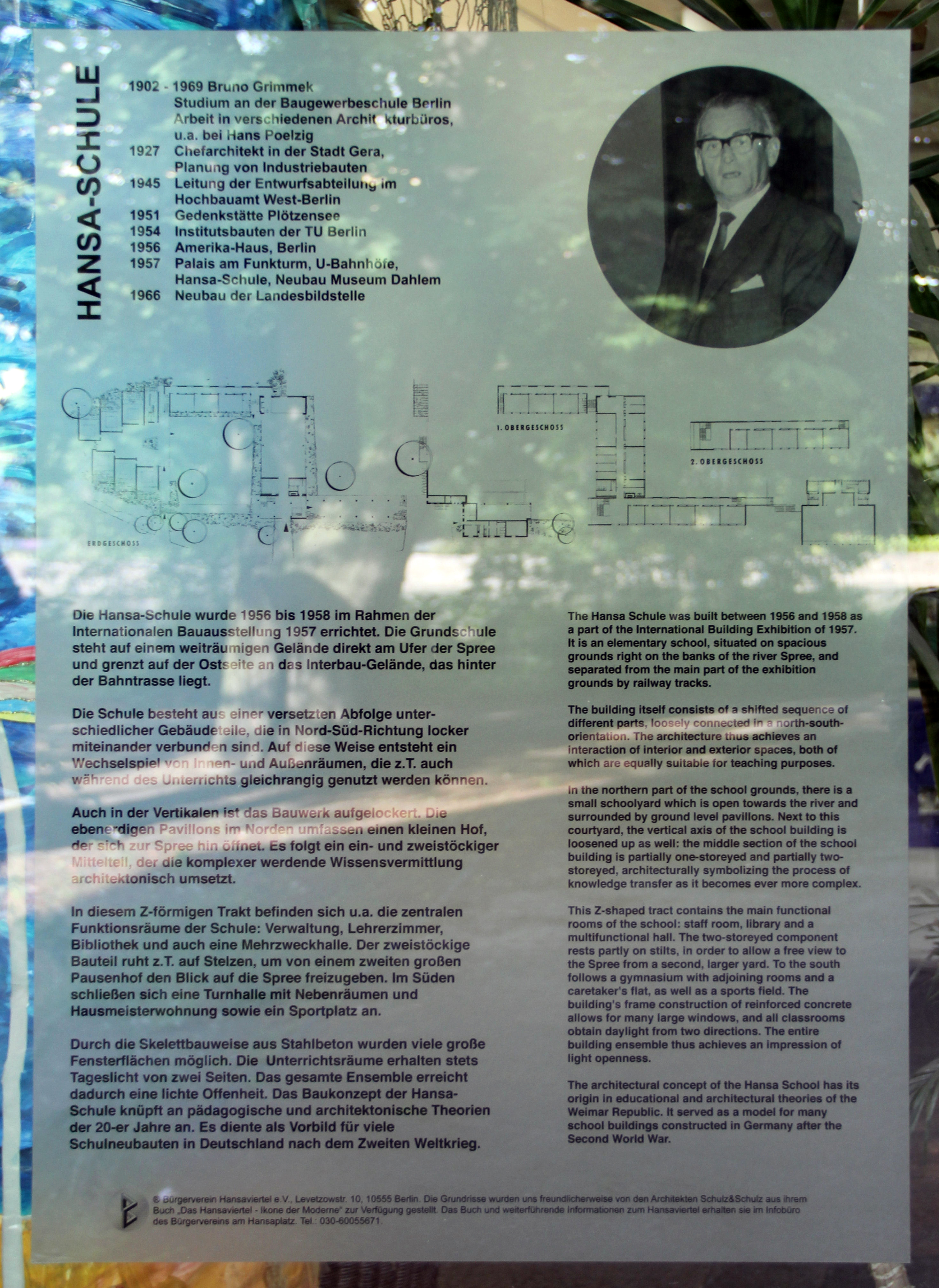
Plaque commémorative à Lessingstrasse 5 (Hansa).

Après une formation de maçon, Bruno Grimmek étudie à la Baugewerbeschule Berlin. À la fin de ses études, il intègre le bureau de Hans Poelzig. En 1927, il va à Gera. Sous le régime national-socialiste, il conçoit des bâtiments administratifs sous la direction d'Albert Speer. Après la Seconde Guerre mondiale, il devient chef du département des nouveaux bâtiments de Berlin-Ouest. Il dessine pour le Parc des expositions de BerlinMesse Berlin, l'extension de l'université technique de Berlin ainsi que le mémorial de Plötzensee et le Bundesagentur für Arbeit de Berlin. Pour l'Interbau de 1957, il forme l'Amerika-Haus. Par ailleurs, il crée les nouvelles stations des lignes 6 et 9 du métro de Berlin en reprenant le style des anciennes d'Alfred Grenander.

## Œuvre
- 1950 : George-C.-Marshall-Haus (avec Werner Düttmann)
- 1951-1952 : Mémorial de Plötzensee
- 1954-1956 : Bâtiments de l'université technique de Berlin, Fasanenstraße 89-90
- 1955-1962 : Nouveau bâtiment de la manufacture royale de porcelaine de Berlin
- 1956-1957 : Amerika-Haus (Berlin)
- 1957 : Palais am Funkturm (avec Werner Düttmann)
- Stations du métro de Berin : Afrikanische Straße, Hansaplatz, Turmstraße, Birkenstraße, Westhafen, Amrumer Straße, Rehberge.

## Source, notes et références
- (de) Cet article est partiellement ou en totalité issu de l’article de Wikipédia en allemand intitulé « Bruno Grimmek » (voir la liste des auteurs).